# Àptera
Àptera (grec: Άπτερα) és una antiga ciutat de Creta, actualment en ruïnes, situada en la unitat perifèrica de Khanià. Àptera fou fundada sobre el pujol de Paliokastro, a una altitud de 230 m, dominant la badia de Suda i estava a 15 km a l'est de l'actual Khanià.
A part de l'esment de Pausànias sobre els arquers d'Áptera que ajudaren els lacedemonis en la Segona Guerra messènica (segle vii aC), no hi ha referències històriques i polítiques sobre les seues institucions fins a començaments del període hel·lenístic.
Documentada en tauletes micèniques amb la forma a-pa-ta-wa i després refundada al s. VIII ae, arribà al seu apogeu en el període hel·lenístic. Gaudia d'una posició estratègica a la badia de Suda, amb dos ports: Minoa (actual Marathi) i Císam (prop de l'actual Kalives).
Áptera continuà sent una ciutat important en època romana i durant els primers temps de l'Imperi Romà d'Orient, abans de ser destruïda per dos terratrèmols al s. IV i VII, i pels sarraïns al 823.
Els venecians llavors construïren un fort en l'emplaçament de la ciutat. Fou destruïda pels pirates el 1583. La posició estratègica d'Áptera també l'aprofitaren els otomans, que construïren una fortalesa que domina la badia de Suda, al nord. Les tropes alemanyes ocuparen el conjunt de la ciutat vella durant la Segona Guerra Mundial.
Robert Pashley fou el primer a establir un vincle entre les ruïnes descobertes al pujol de Paliokastro i la ciutat d'Áptera; confirmà aquesta identificació amb les monedes que es trobaren en el jaciment arqueològic. Les excavacions començaren al 1942. Les feren els alemanys que van ocupar l'illa. Altres excavacions se'n dugueren a terme el 1986-1987 i el 1992-1995, i encara no ha estat completament excavada.

## Topografia

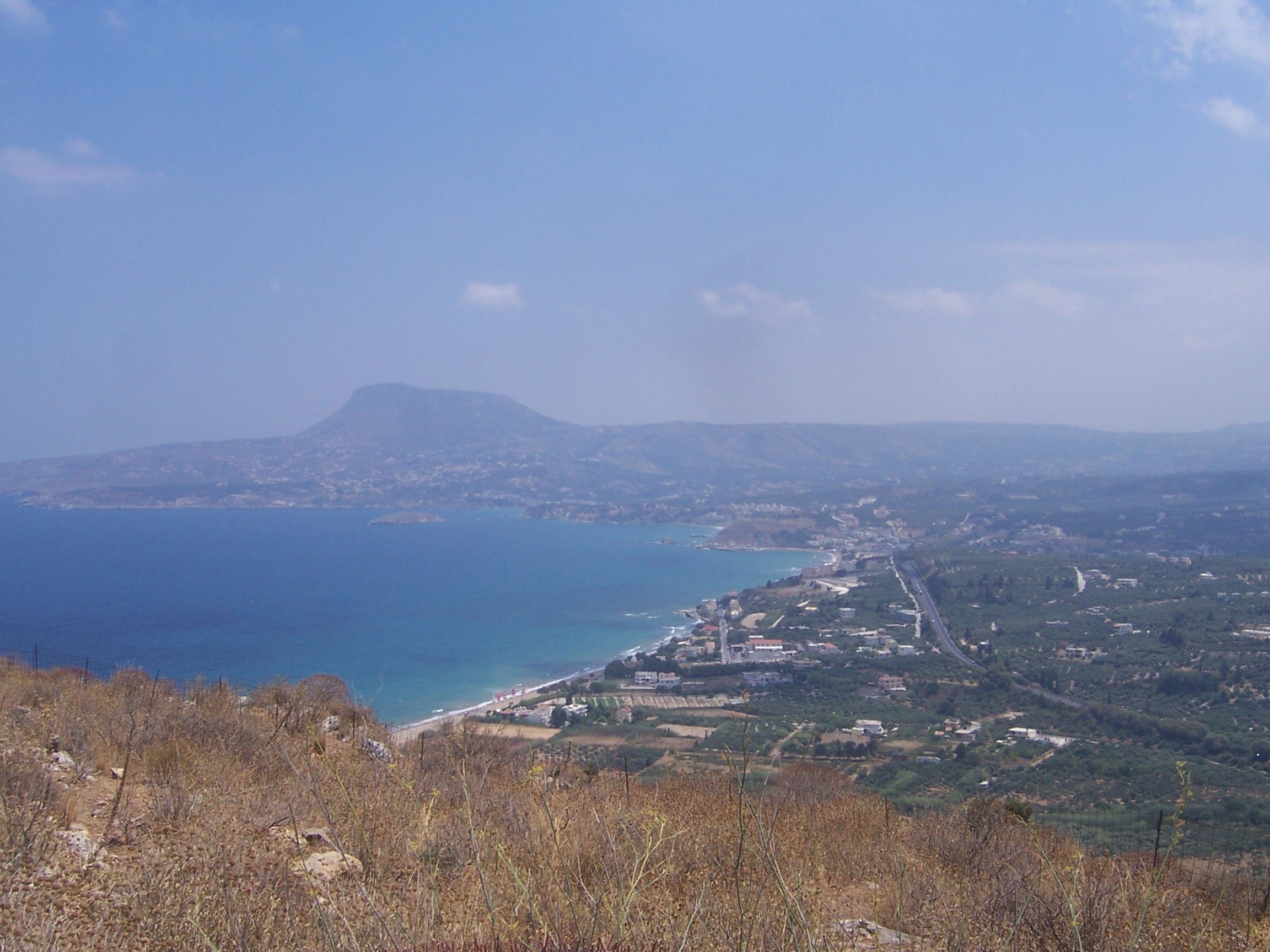
Kalives i el cap Drápano des d'Áptera

Fou construïda sobre l'actual pujol de Paliokastro, a una altitud de 230 m. El seu emplaçament estratègic és remarcable: domina tota la badia de Suda al nord, La seua privilegiada situació estratègica n'afavorí el desenvolupament, sobretot al s. IV ae. A més, els seus dos ports, Císam (actual Kalives) i Minoa (actual Marathi), per la seua situació a l'entrada de la badia, li asseguraven el control del comerç de la zona.
Segons Claudi Ptolemeu, el seu territori abastaria el de Cidònia, a l'oest, i el de Lappa (actual Argiroupoli), al sud. També esmenta que s'estenia a l'est fins al cap Drápano. El riu Pictos (actual Koiliaris), que naix a Lefka Ori, travessa les planes del sud i de l'est del pujol de la ciutat i desemboca a Kalives, contribuí a la fertilitat de les planes de les actuals ciutats de Stilos i Armeni. Tant en aquestes planes com en llocs més elevats es trobaren restes de finques agrícoles i part de la xarxa viària que connectava Áptera amb les ciutats veïnes. Un mil·liari indica la distància entre Áptera i Císam en el camí que condueix a Lappa; s'hi esmenta l'emperador romà Trajà i dataria del 99 al 100.
Les muralles de la ciutat, amb 3.480 m de perímetre, envolten la part plana del pujol i la seua àrea interior mai fou completament urbanitzada.

## Història

### Des dels orígens fins al període hel·lenístic

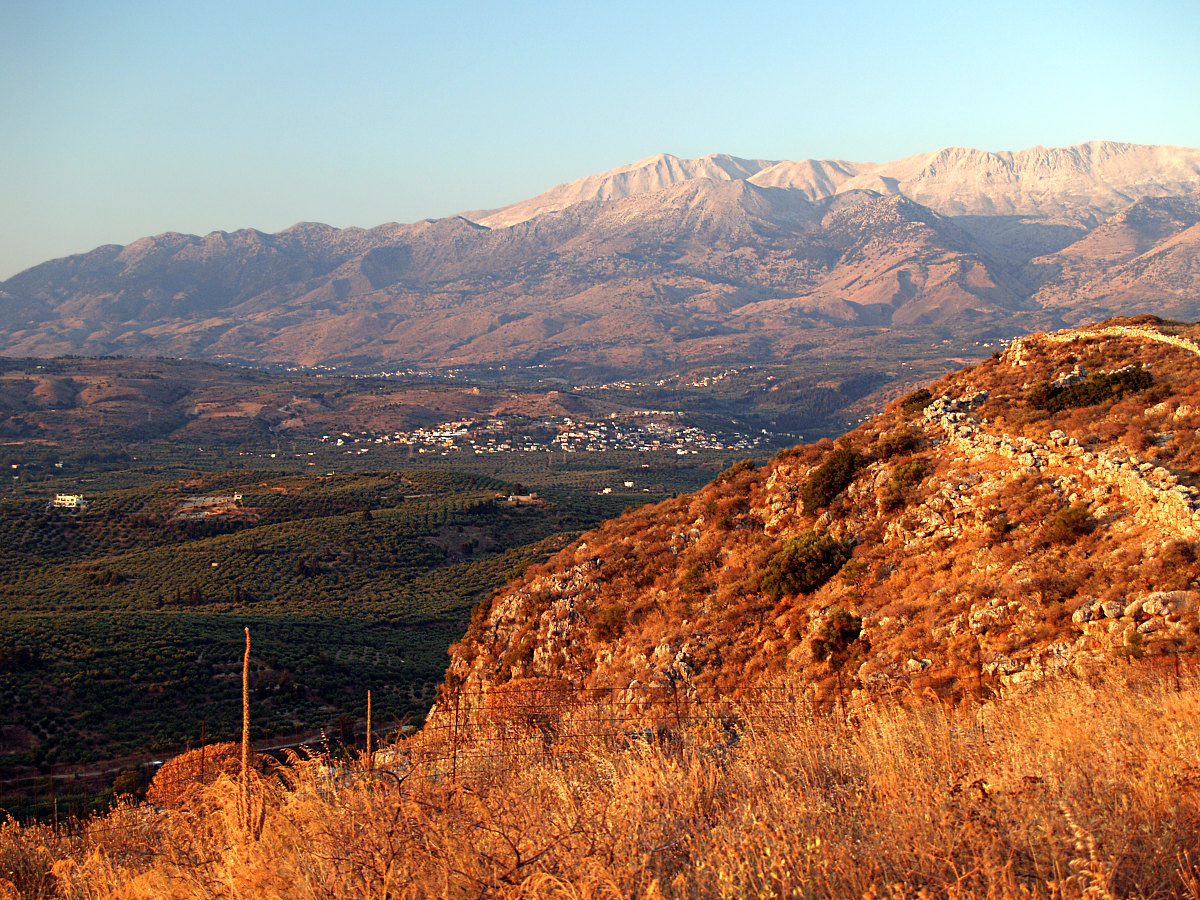
Vista del costat oriental de la muralla des del fort Koules, com la vall de Stilos a l'est i els primers contraforts de lefka Ori al fons (sud)

Áptera està documentada des del període micènic en tauletes de lineal B amb la forma a-pa-ta-wa. Ja que en el lloc on després se situà Áptera en temps històrics s'han trobat escasses restes anteriors al període geomètric tardà, s'ha suggerit que l'Áptera prehistòrica ha d'identificar-se amb les restes trobades al pujol d'Azoires de Stilos.
Al segle ix aC, es donaren a Creta condicions favorables per al desenvolupament de les ciutats, com va ser el cas d'Eleuterna, Lappa, Lictos, Cidònia i Áptera. Aquesta última hauria estat construïda al lloc de Megala Jorafia durant l'anomenat període geomètric, al s. VIII ae, segons les excavacions efectuades en la necròpoli de la ciutat. A la zona hi havia mines que foren explotades des del període minoic. A Mesklá, l'antiga Ceraia grec: Κεραια, situada a tres o quatre hores de marxa d'Áptera, s'extreia ferro i coure. Però Áptera era coneguda sobretot pels dàctils dels ideans, que segons la llegenda descobriren el foc, el coure i el ferro i l'art de treballar aquests metalls a la regió dels apterans. Els dàctils vivien prop de la muntanya Berecint. En aquesta zona, el 2011 el municipi de Maláxa, situat a uns 10 km per carretera a l'oest d'Áptera, tenia una de les mines més antigues d'Europa.
El que se sap de la ciutat prové sobretot de les excavacions, perquè n'hi ha poques referències escrites. Pausànias, però, relata que l'any 668 ae, els arquers d'Áptera participaren en la Segona Guerra messènica al costat d'Esparta. Al s. V ae, com el conjunt de les ciutats cretenques, Áptera no va participar en les guerres mèdiques, malgrat no haver trencat relacions comercials amb Atenes, com palesa la ceràmica importada trobada en les excavacions que daten d'aquest període.

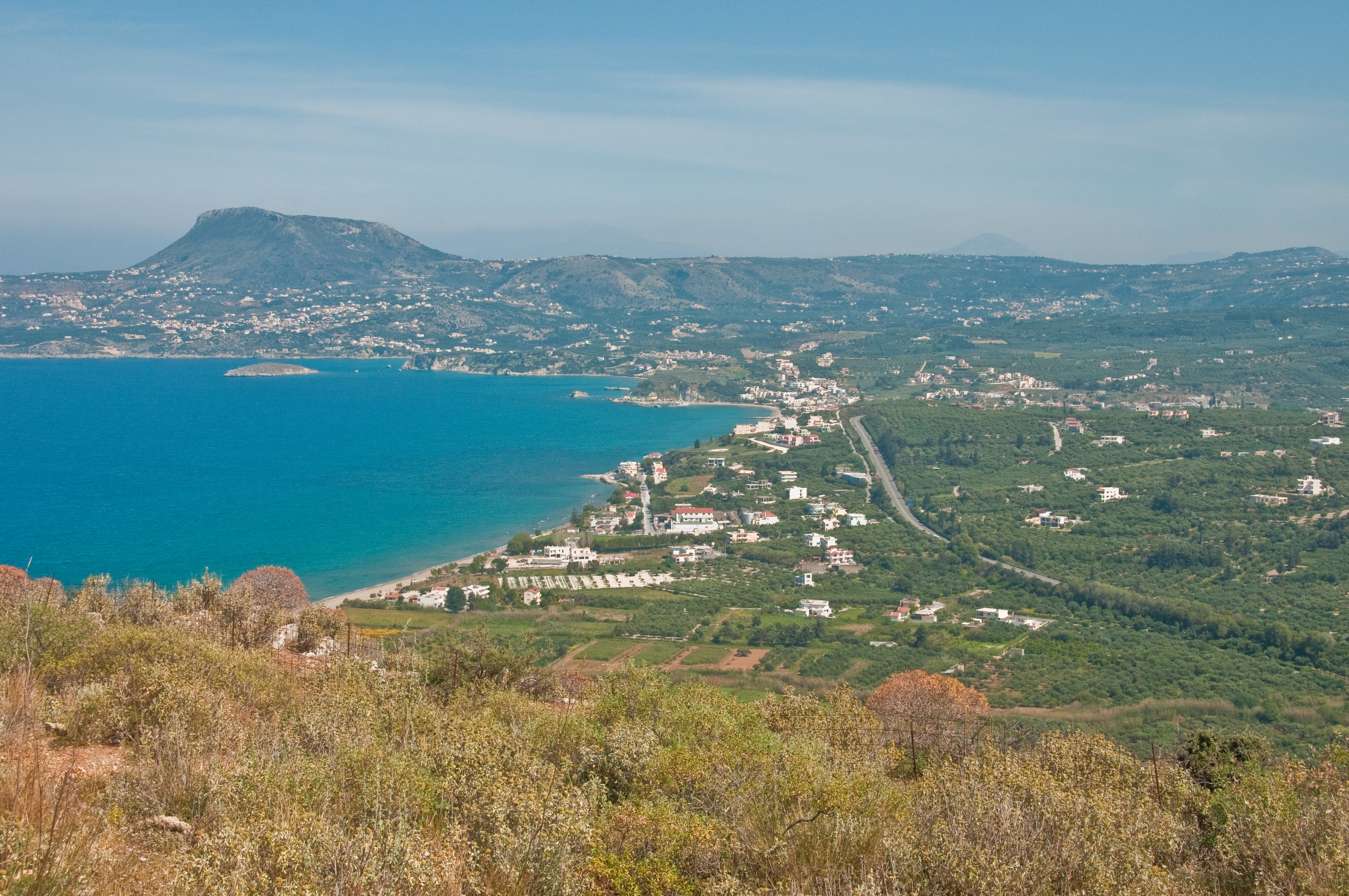
Vista en direcció nord-est des d'Áptera; a baix Kalives, on se situava Císam, un dels ports de la ciutat

Com moltes ciutats de Creta, la ciutat prosperà al s. IV ae: incloïa vuit llogarets en els ravals, situats als peus del pujol, a la vall del Stilos. Cèlebre per l'habilitat dels seus arquers, Áptera proporcionà mercenaris a alguns conflictes fora de Creta que hi aportaren riquesa. També hi hagué mercenaris d'Áptera entre els nombrosos pirates de la mar Egea. L'argent d'Egipte i de Cirenaica permetia a la ciutat encunyar la seua moneda i reforçar així la seua independència econòmica. La major part d'aquestes monedes —se'n coneixen 76 tipus diferents— representen la dea Àrtemis en l'anvers amb la llegenda APTARAION o APTERAION i Pteras al revers. Altres monedes tenien els retrats de Zeus, Apol·lo o Hera en l'anvers, i una torxa, una abella o un arc en el revers. Els arqueòlegs creuen que la població de la ciutat en aquest període era de 20.000 habitants, dels quals una cinquena part eren homes lliures i la resta esclaus. Moltes persones lliures eren comerciants, propietàries de terra o armadors.
Áptera tornà al bàndol espartà contra els macedonis en la Guerra de Cremònides al 267–266 ae. Els conflictes interns pels quals passà Creta al s. III ae, sobretot entre Cnossos i Gortina, feren que Áptera s'aliara quasi sempre amb Cnossos. Després de la destrucció de Licte per Cnossos, durant la Guerra de Licte, al 220 ae, els aliats de Cnossos (Cidònia, Eleuterna i Áptera) foren assetjats pels aliats de Gortina (Lappa i Polirrènia), i per l'exèrcit de Filip V de Macedònia. Áptera acabà unint-se a Gortina, que llavors era la principal ciutat de Creta.
La intensa activitat d'Áptera en política exterior es veu confirmada en les inscripcions sobre aliances i nomenament de cònsols que la representaren en moltes ciutats, com Cnossos, Ieràpetra i Malia, i també al Peloponès, a l'Egeu, Àsia Menor i a l'Adriàtic. Áptera es trobava entre les trenta ciutats que s'aliaren amb el rei de Pèrgam Èumenes II al 183 ae. La ciutat homenatjà a Àtal II de Pèrgam erigint-li una estàtua de bronze amb la seua efígie.

#### Cultes religiosos

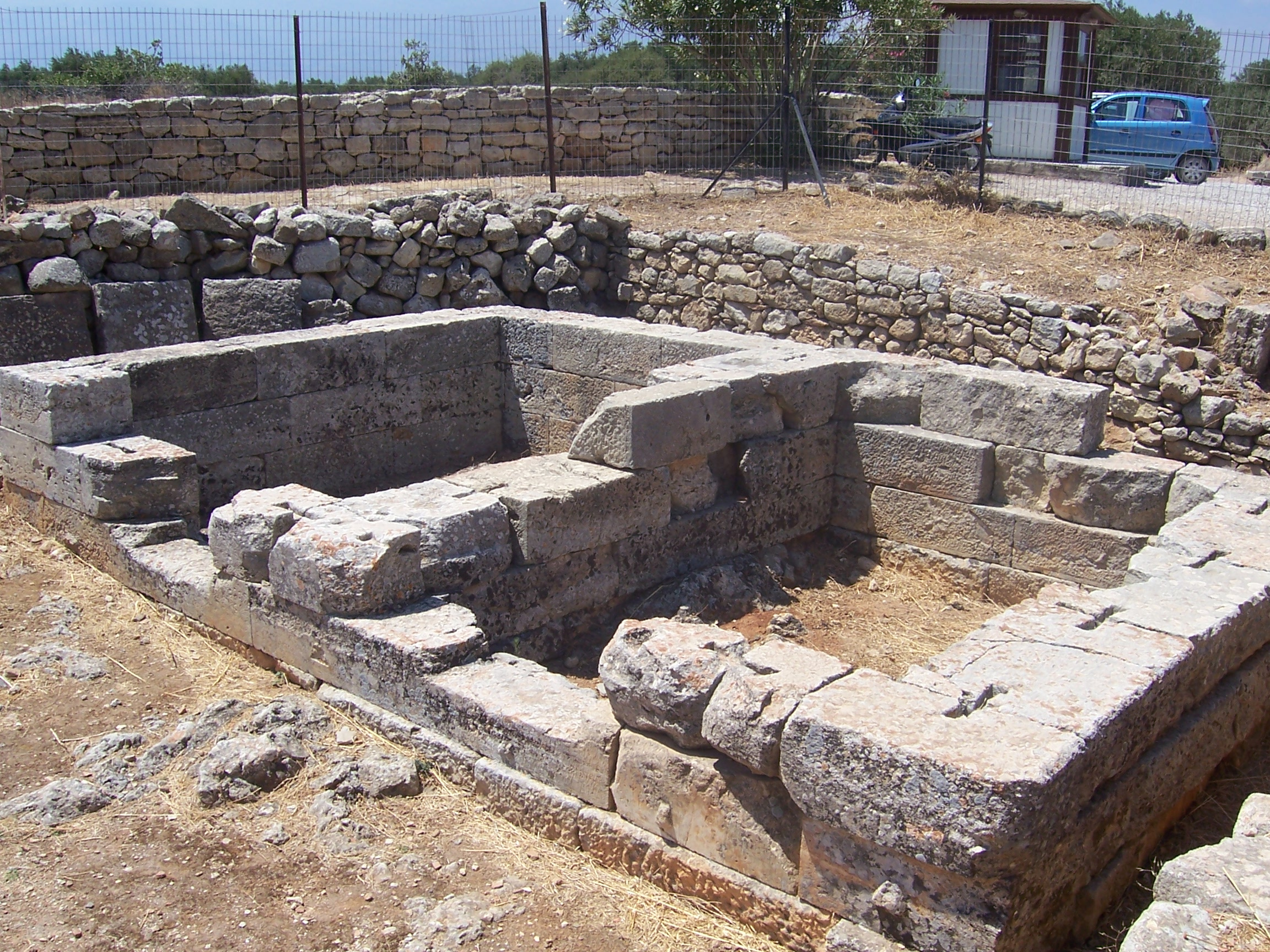
Ruïnes del temple atribuït al culte d'Àrtemis

Els vestigis de culte més antics descoberts daten del segle viii aC i del temple atribuït al culte a Àrtemis i Apol·lo. Aquest temple, descobert al 1942, data possiblement del segle v aC. La deïtat principal d'Áptera era Àrtemis. A més d'aquest temple, el retrat de la dea s'ha trobat en dos tipus de monedes d'argent del segle iv aC. Se sap per una inscripció que als s. III i II ae se celebraven curses en el seu honor en el mes de Dictina, una forma arcaica del nom d'Àrtemis a Creta. Hi ha també un esment a un santuari d'Àrtemis en una altra inscripció sobre una aliança amb la ciutat jònica de Teos, a Àsia Menor. Una altra inscripció votiva del 170 ae es refereix a Àrtemis amb el nom d'Ilitia, la dea del naixement. Hi hagué altres déus i dees adorats a Áptera. Els investigadors alemanys hi descobriren un temple dedicat a Dionís i monedes amb els retrats d'Hermes, Zeus i Hestia o Hera.

### Període romà

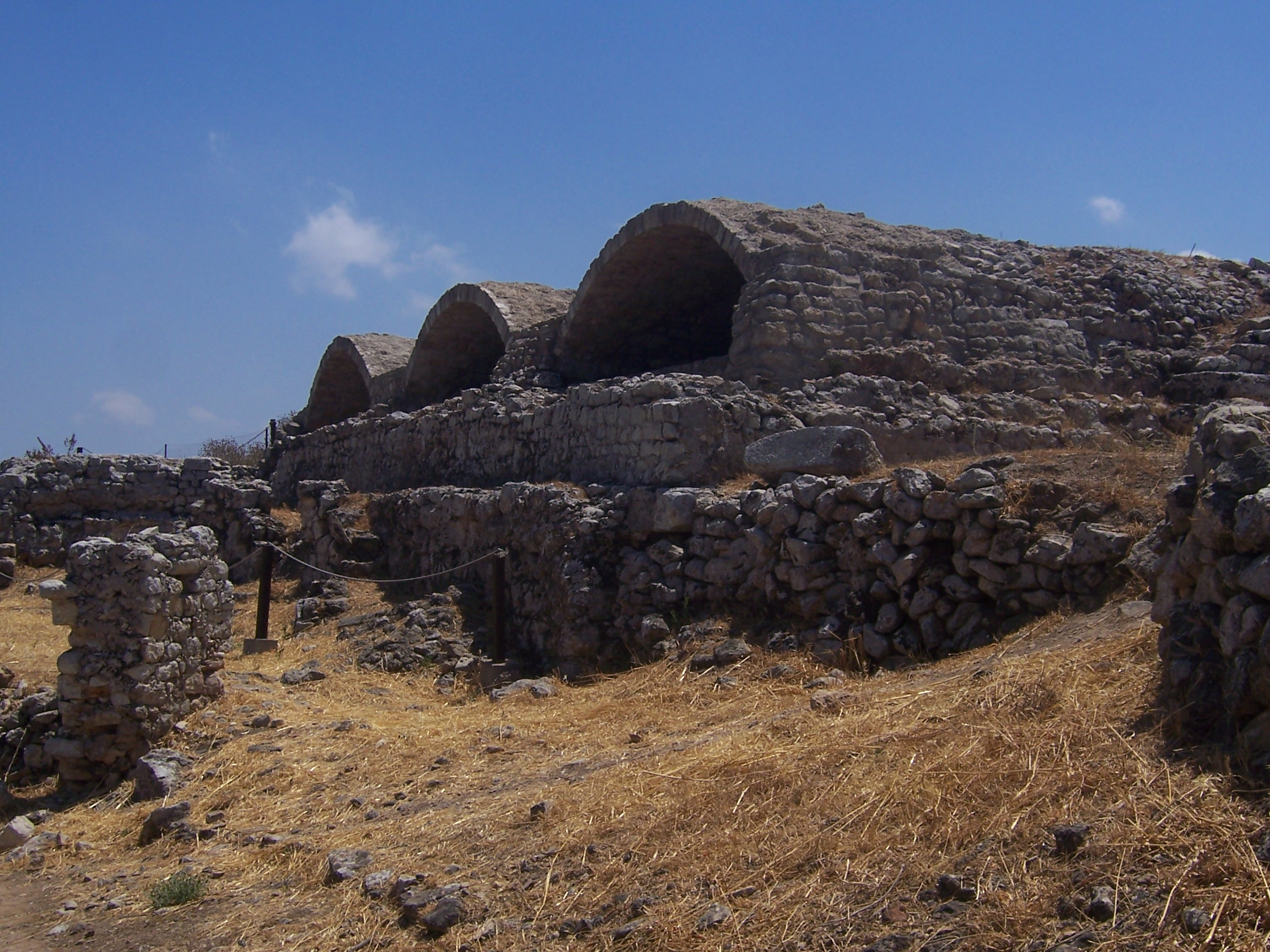
Exterior de les cisternes

Durant la conquesta de Creta per Quint Cecili Metel (67–63 ae), Áptera s'hi rendí sense combatre, com Cidònia. Els romans li imposaren tributs poc elevats. El declivi d'Áptera havia començat abans de la invasió romana, atès que s'havia tornat depenent de Cidònia. El fet que s'hi utilitzessin monedes de Cidònia, fa pensar que Àptera va quedar sota l'autoritat administrativa de la ciutat veïna. Per les excavacions se sap que tingué un nou impuls als segles I i II: s'hi construïren importants infraestructures; les imponents cisternes que la proveïen d'aigua indicaven que la població era nombrosa. Encara que havia perdut importància política i econòmica, la ciutat va veure augmentada la seva producció agrícola, com a conseqüència de la política romana.
Les excavacions mostren que en període romà s'hi continuà adorant diversos déus i s'hi adoptaren nous cultes. Stylianos Alexiou, al 1958, hi descobrí un petit temple del s. I dedicat a Demèter i Persèfone. El culte de Dionís sembla que hi tingué continuïtat, atès que s'hi ha trobat una estàtua del déu d'època romana. En l'anomenada vil·la del Peristil s'hi trobaren estàtues d'Afrodita i Hermes. A la necròpoli es trobaren proves del culte a la dea egípcia Isis. Aquest últim culte s'hi desenvolupà durant el període romà.

## Declivi i destrucció

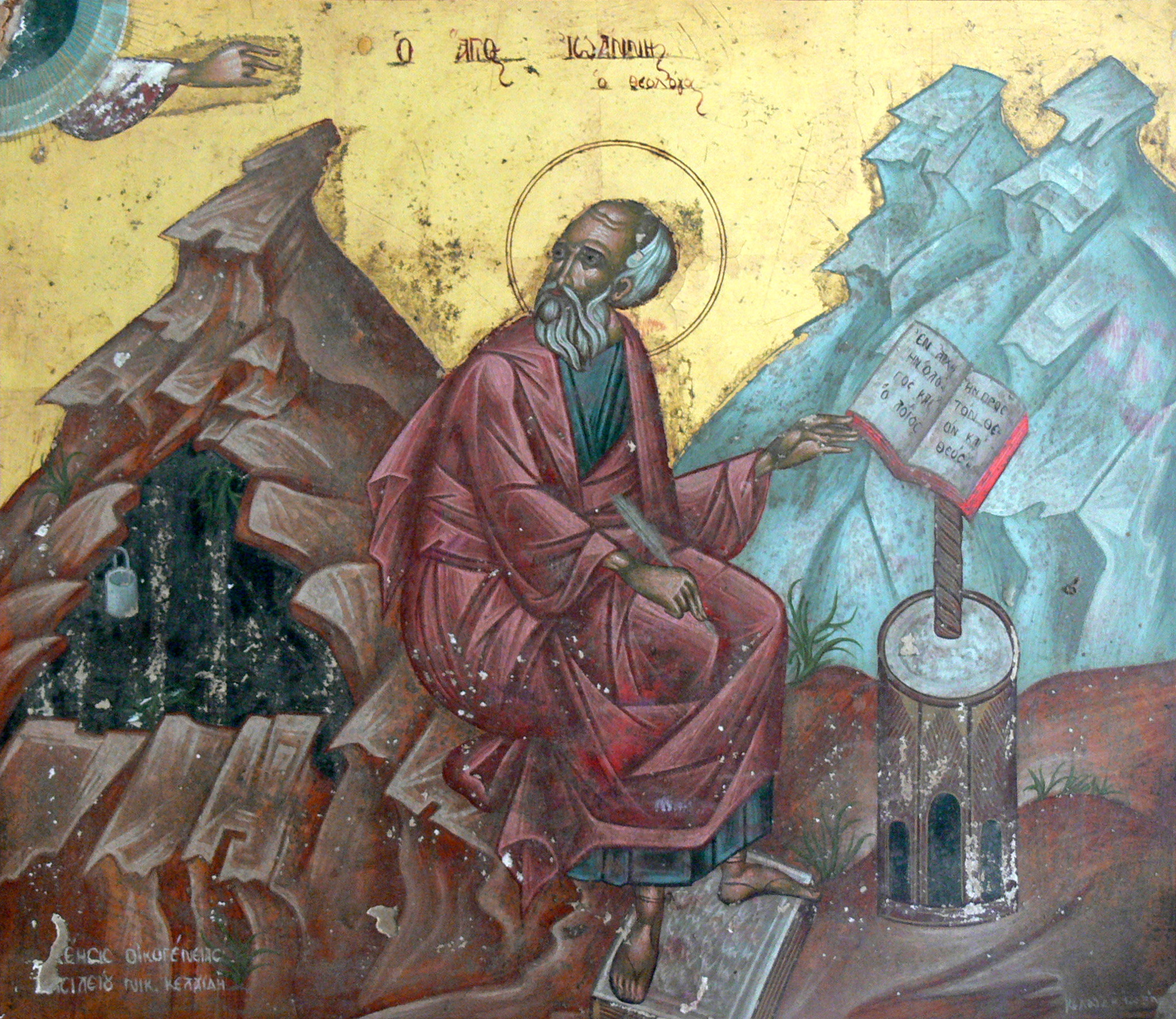
Icona de Joan de Patmos a la capella del monestir dedicat a aquest sant

A partir del segle iii, Áptera comença a declinar, alhora que les ciutats properes com Císam i Cidònia prosperaven. La decadència s'accentuà amb el terratrèmol del 365, que arrasà algunes ciutats de Creta, de la costa mediterrània del nord-est d'Àfrica, i causà grans estralls i milers de morts a Alexandria. Continuà habitada, com testimonia el geògraf romà d'Orient del s. VI Hierocles. Alguns bisbes del període romà d'Orient nasqueren a Áptera. S'hi van trobar fonaments d'una església cristiana del s. VII o VIII, amb tombes al terra. Un segon sisme produït al s. VII,. i el saqueig per pirates sarraïns l'any 823 marcaren l'abandó de la ciutat pels seus últims habitants.
El s. XII es fundà al centre de la ciutat un monestir dedicat a Joan de Patmos, el primer esment del qual és de 1182. El cenobi era propietat del monestir de Sant Joan el Teòleg. Al lloc de l'antiga ciutat els venecians construïren una fortalesa, comuna i localment coneguda amb els noms de Paleocastro (o Paliocastro) o Koules. El nucli urbà en fou destruït pels pirates al 1583. El segle xix, utilitzaren les ruïnes com a pedrera per construir la fortalesa d'Itzedin, al cim de Kalami, just damunt del peu del pujol d'Áptera, erigida pels turcs al 1872 en honor del fill d'Abdülaziz I i que ara és una presó.

### Redescobriment de la ciutat
Després de ser destruïda i abandonada la ciutat caigué en oblit durant segles. El 1415 el geògraf italià Cristòfor Buondelmonti sembla que identificà Minoa, la ciutat del mític rei Minos, a l'emplaçament d'Áptera, en va descriure les cisternes i hi va prendre mides. Domenico Negri cometé el mateix error el 1557. Cornaro, que pensava que Minoa estava situada entre Cidònia i Áptera, l'emplaçà més a l'est del que està en realitat. El 1563 l'arquitecte venecià Francesco Basilicata en descrigué un teatre redó i mosaics, però no identificà el nom de la ciutat.
El cèlebre botànic francès Joseph Pitton de Tournefort era a Creta el 1700 i visità les ruïnes de Paleocastro. Seguint Estrabó, pensà que Paleocastro era l'emplaçament primigeni d'Áptera i lamentà que la població local haguera oblidat aquesta ciutat antiga. El 1834, el viatger anglés Robert Pashley fou el primer a situar Áptera amb precisió. Trobà monedes al seu lloc amb la llegenda APTE i prop del monestir de Sant Joan el Teòleg, una paret amb un decret de l'antiga ciutat.

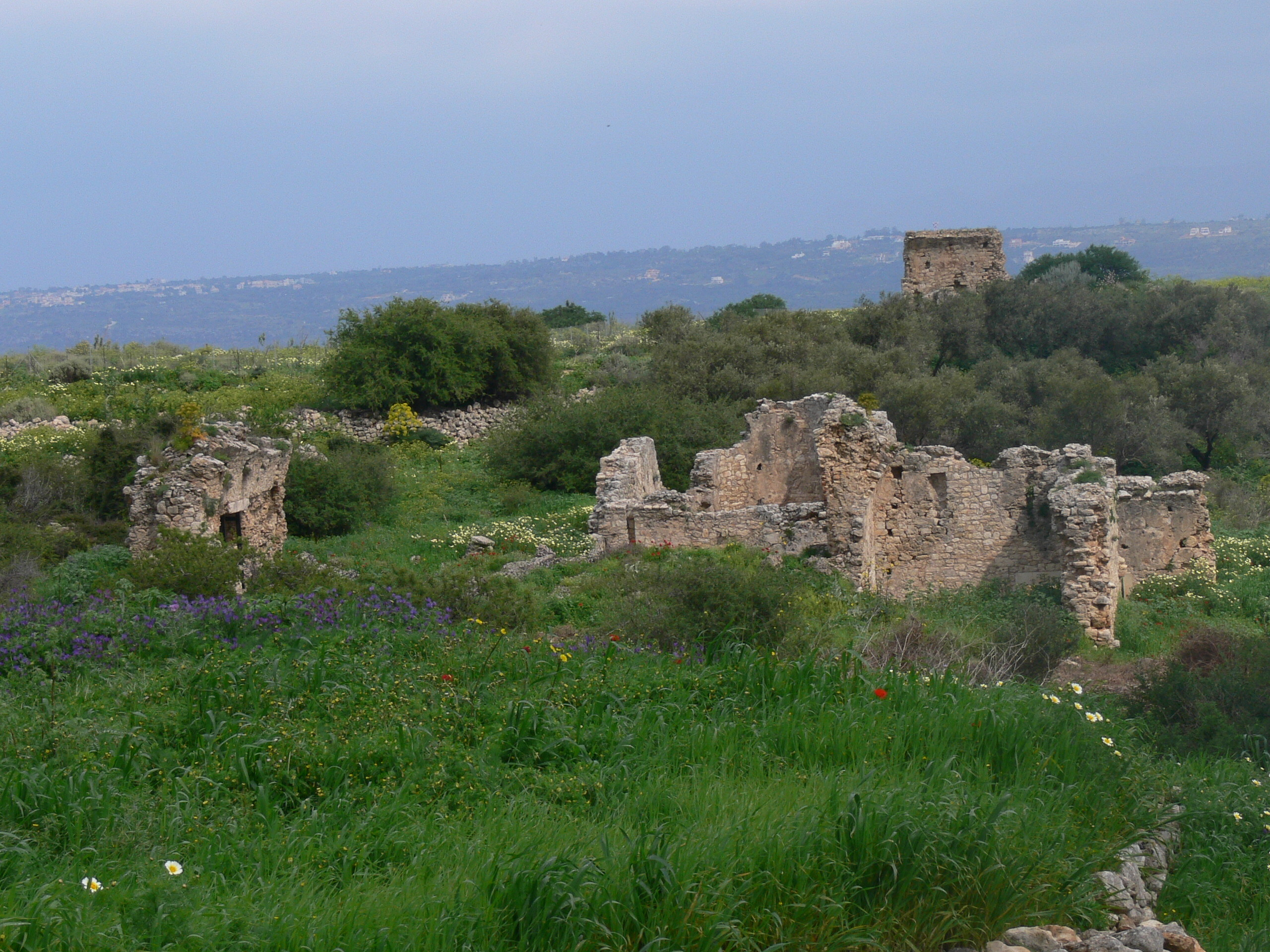
Ruïnes de termes romanes

El 1862 i 1864, l'arqueòleg francès Carle Wescher excavà la ciutat i trobà l'anomenat «mur de les inscripcions», que indicava la ubicació del que podria ser el pritaneu. A la paret hi havia un decret del Senat en què es retia homenatge a Àtal II de Pèrgam. donant-li les gràcies per la seva amabilitat en relació amb la confederació cretenca en general i amb Áptera en particular. El text menciona que la ciutat erigiria una estàtua de bronze que representava Àtal, a peu o a cavall, com era voluntat serva, i que el rei garantiria la seva seguretat personal, tant en temps de pau com en temps de guerra, tant de la ciutat com dels seus ports. El descobriment de Wescher confirmà la hipòtesi per la qual Pashley afirmava que les ruïnes de Paleocastre eren les d'Àptera. El setembre de 1878, també hi estigué Haussollier, que comprovà que el «mur de les inscripcions» era prop del temple bipartit probablement dedicat a Àrtemis. El 1899, quan dos viatgers italians, Luigi Savignoni i Gaetano De Sanctis, visitaren el lloc, el «mur de les inscripcions» havia desaparegut, però el 1928 s'hi descobriren altres tres inscripcions epigràfiques.
Després de la batalla de Creta (1941), el lloc fou ocupat per l'exèrcit alemany, a causa de la seua posició estratègica. Fins i tot hui dia es poden veure els nius de metralladores construïts amb pedres trobades al lloc. Durant l'ocupació alemanya, el lloc fou excavat de nou. El temple bipartit es trobà al sud-oest del monestir, que data del s. V o IV ae; s'usà després com a fossa abans de ser cobert per altres edificis en època medieval. El 1958, l'arqueòleg grec Stylianos Alexiou hi feu més excavacions, després d'haver descobert un temple en honor de Demèter i diversos exemplars de cernos (gots d'ofrenes), d'època hel·lenística. Alexiou hi descobrí part d'un tractat entre Cidònia i Áptera i un conjunt de túmuls del segle iv aC que contenien pisa i fermalls d'argent.

## Urbanisme i principals monuments

### Monuments de l'antiguitat

#### Cisternes i termes romanes

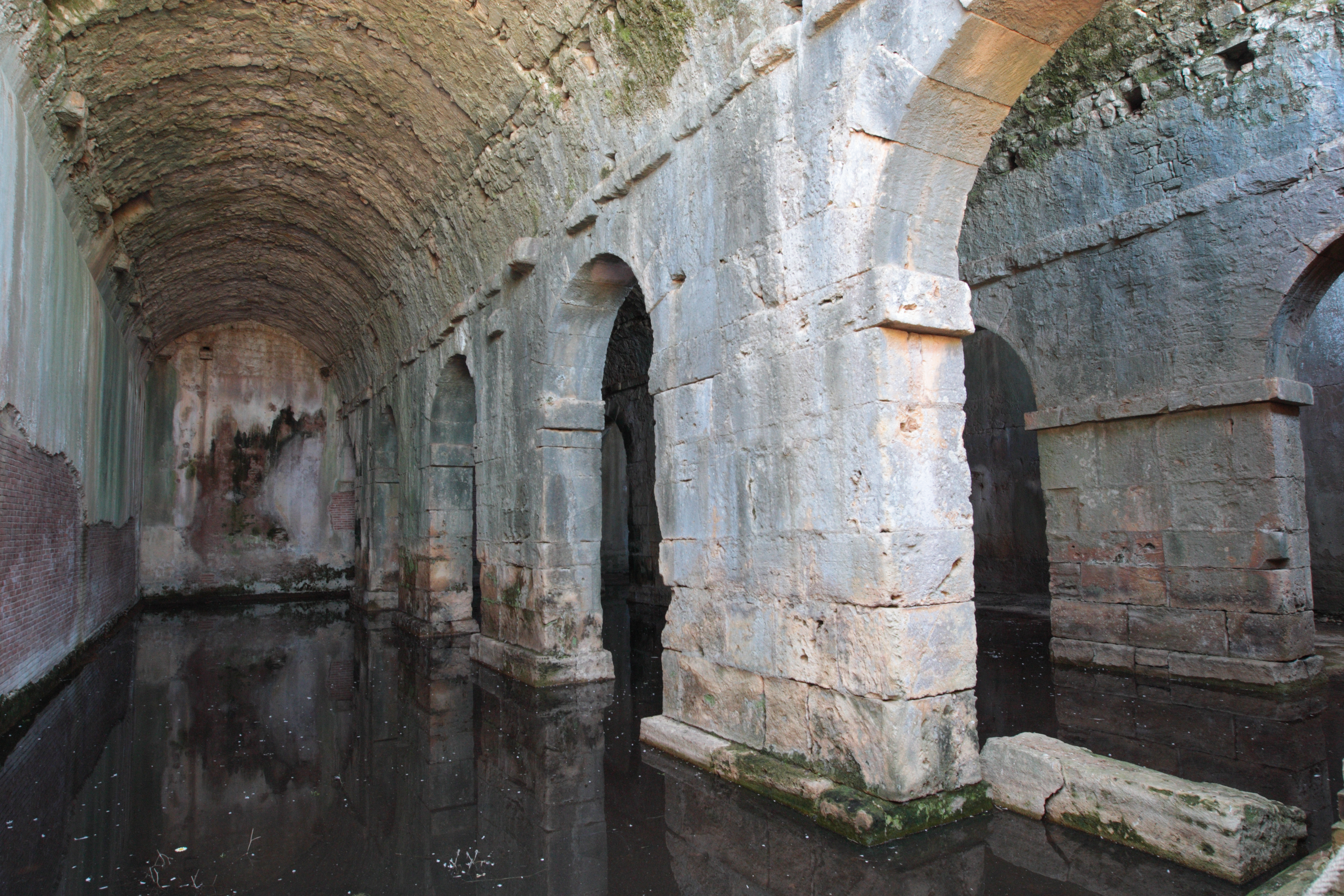
Interior d'una de les cisternes

Els edificis més imponents visibles són les cisternes. Daten d'època romana, i potser les més antigues siguen d'època hel·lenística. La més gran, anomenada "gamma" (Γ) per la seua forma, fa 55,8 m de llarg i 25 m d'ample i té una capacitat de 3.050 m³ d'aigua. El sostre, desaparegut, era en volta. Les parets estan reforçades per dins amb una paret de maons i argamassa, i l'estanquitat es garanteix per una gruixuda capa d'algeps impermeable.
La segona cisterna consta de tres compartiments i sengles voltes. Una part d'aquest complex és excavat en la roca nua. Té una capacitat de 2.900 m³.
L'aigua també era recollida per moltes cisternes en distintes parts de la ciutat, que n'alimentaven les dues principals amb un aqüeducte. Pashley i Perrot van descriure conduccions de terracota enterrades a prop de l'entrada de les cisternes amb un aqüeducte molt petit, de 80 cm de llargada i el mateix d'alçada. Ambdues cisternes principals servien sobretot per proveir les termes romanes.

#### Vil·la del Peristil

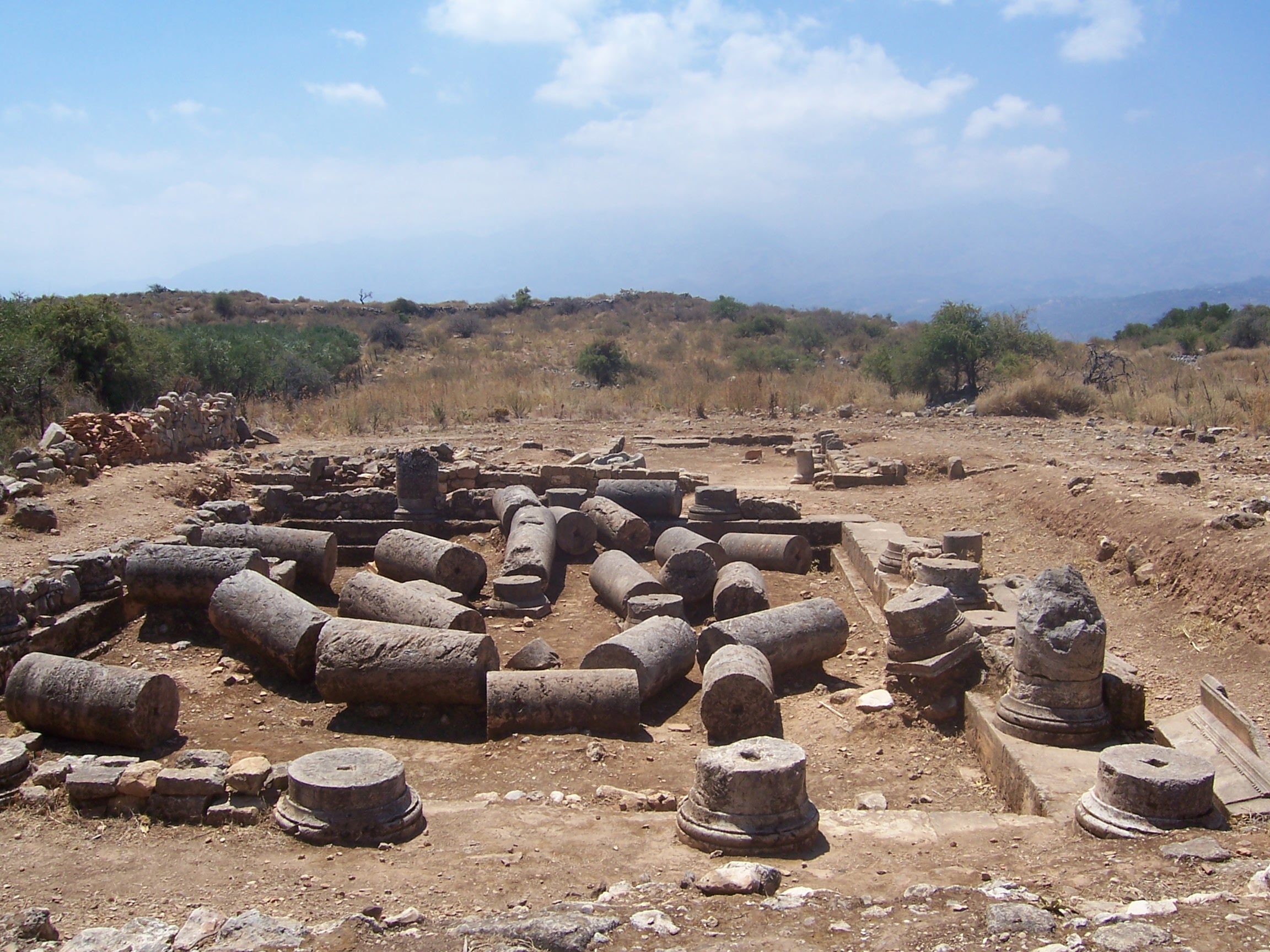
Vil·la del Peristil

Una vil·la romana, anomenada del «Peristil» parcialment excavada, permet conéixer millor l'arquitectura residencial d'Áptera. Datada del període romà del final del segle i aC o inicis del I —aquesta troballa fa suposar que l'estil arquitectònic d'Áptera segueix el del període hel·lenístic de les Illes Egees i d'Àsia Menor: té un peristil interior i un carreró originàriament cobert amb una teulada sustentada per columnes dòriques. A l'atri principal es trobà una petita estàtua d'Afrodita de marbre, un bust d'Hermes provinent d'una estela, monedes i ceràmica d'ús quotidià. La vil·la degué ser arrasada pel terratrèmol que devastà Creta l'any 365. Hi ha un segon atri a la part sud de la casa, on s'han trobat restes d'un pou que utilitzava canalons per replegar aigua de pluja, donada la inexistència de deus al pujol d'Áptera.

#### Teatre
El teatre ocupa una cavitat natural de la part sud-oest. El mal estat actual del teatre es deu a la seua utilització durant el segle xix com a pedrera per a les construccions properes, sobretot de la fortalesa otomana d'Itzedin. Els visitants de començaments d'aquest segle descriuen el teatre en millors condicions que les actuals. La longitud màxima n'és de 55 m i l'orquestra en té 18. Les bancades estaven constituïdes per seients tallats en la roca.

#### Fortificacions

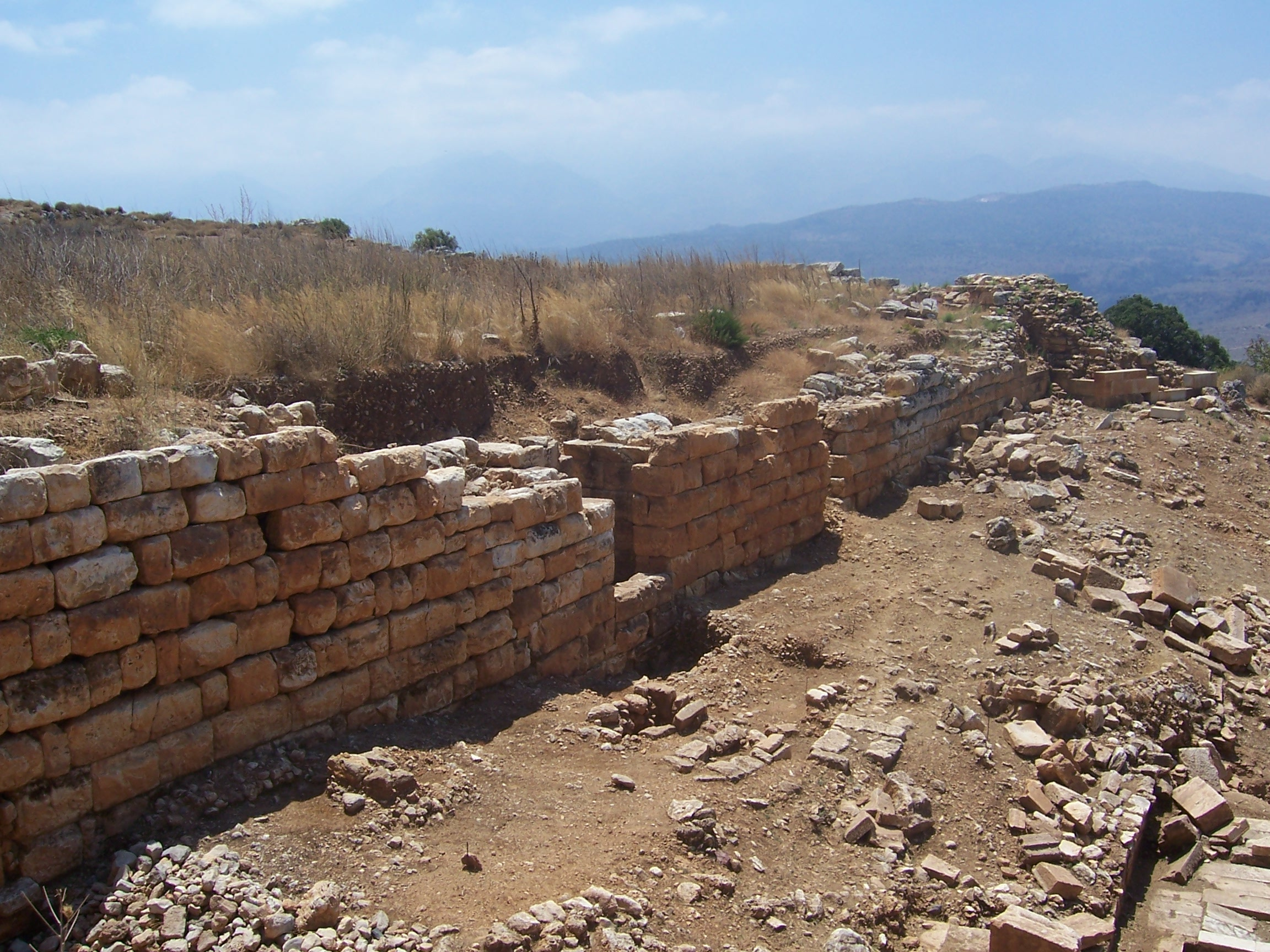
Muralla occidental, d'estil pseudoisòdom

La muralla que envoltava Áptera tenia 3.480 m de perímetre, i circumda tota la part plana del cim del pujol on es construí. Data del s. IV ae. Pashley considerà que aquesta part de la muralla seria anterior al període romà. Hi ha notables diferències en l'acabat de diversos llenços de la muralla, amb més atenció a les parts oest i sud-oest, seguint el sistema pseudoisòdom, en què totes les pedres eren tallades amb la mateixa alçada, de manera que les filades eren regulars. En els sectors sud i est a voltes s'usaren simples pedres. En les parts est i nord la muralla és feta amb pedres octogonals semblants a un mur ciclopi, i per això durant molt temps es cregué que aquestes parts de la muralla, de gairebé quatre metres d'alçada i prop de dos metres d'espessor, clarament visibles des de la part inferior del pujol, eren molt més antigues. Pashley les comparà amb les de Tirint (construïdes al segon mil·lenni ae).

#### Necròpoli

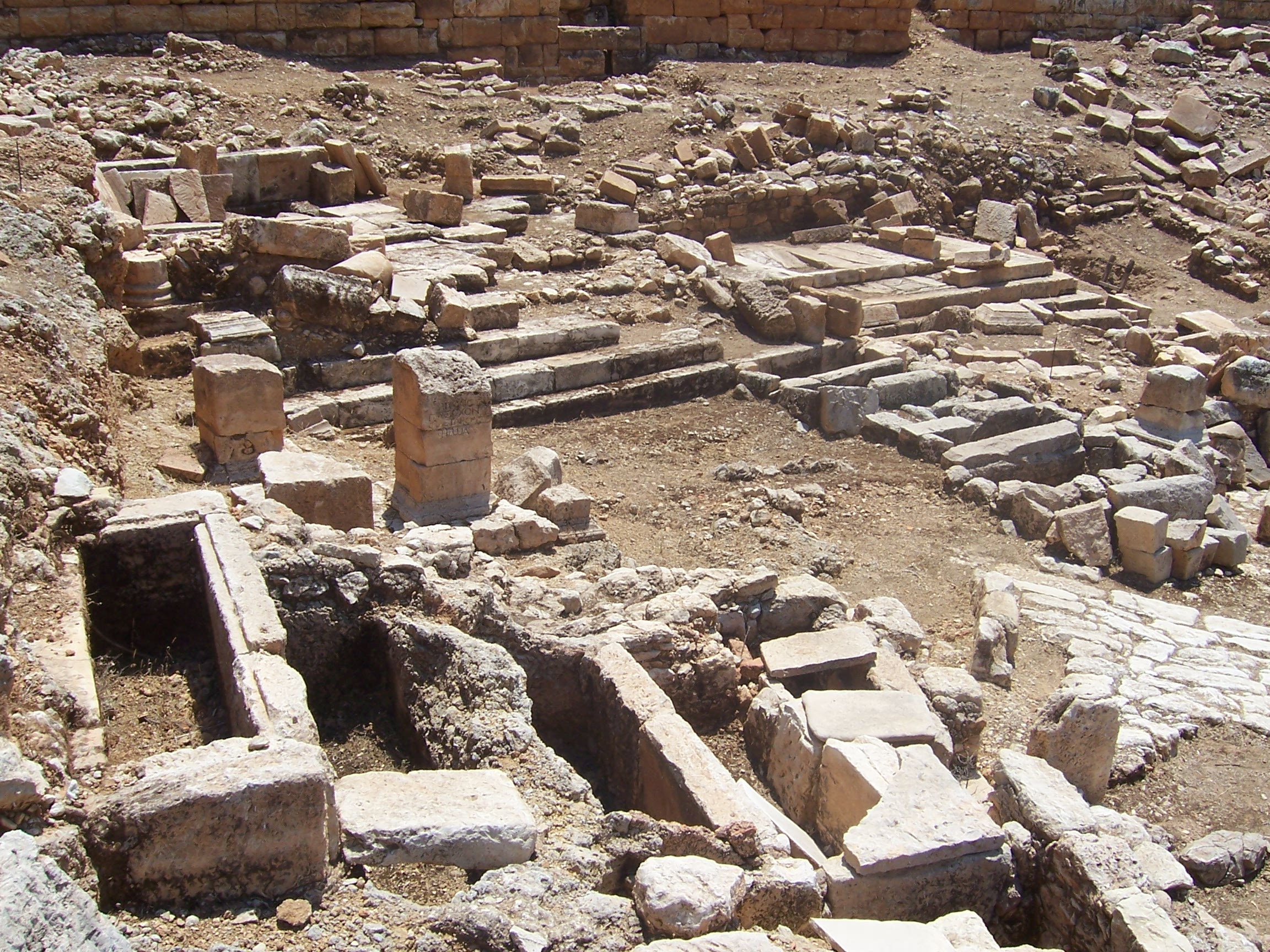
Necròpoli occidental

Áptera tenia dues necròpolis, una de situada al sud-est i l'altra a l'oest de la ciutat. La primera encara no ha estat excavada, però algunes tombes excavades a la roca s'hi identifiquen fàcilment i totes foren saquejades en el passat: semblen d'època romana. El cementeri occidental es troba al lloc on al segle xix s'establí el llogaret de Pacalona, que segueix creixent. També n'espoliaren moltes tombes.
Pashley hi localitzà alguns túmuls amb facilitat i en descriu dos: el primer es va construir per encabir-hi tres cossos, i el segon quatre. Les tombes més antigues, que acrediten la data de fundació de la ciutat, es remunten al període geomètric del s. VIII ae. Els morts es col·locaven generalment dins d'un gran fitós, en una tomba excavada a la roca. A la vora dipositaven les ofrenes, en general ceràmica bastant simple. En períodes posteriors, entre els s. VII i I ae, el tipus més comú de tomba era rectangular, excavada en roca tova i coberta amb un bloc de pedra. També hi ha tombes amb parets i sostre construïts amb blocs gruixuts de pedra (cistes). Hi ha un tercer tipus de tomba, més simple, que consisteix en teules juntes tapant tot el cos, utilitzat per les famílies més modestes.
En època romana, el tipus més comú de tomba era la cambra funerària excavada a la roca a la qual s'accedia per una escala. L'entrada es tancava amb un bloc de pedra. Es trobà en aquestes tombes ceràmica, llums d'oli, figuretes de fang, joies i monedes; algunes tombes tenen inscripcions amb els noms de les persones soterrades. Les tombes dins de les muralles de la ciutat suggereix que no estava habitada tota l'àrea envoltada per les muralles.
A la necròpoli occidental, hi ha restes d'un heròon (tomba monumental construïda per a un heroi) d'època romana, del s. I o II. Entre dues fileres de tombes es trobaren sis bases d'esteles que formaven un monument commemoratiu. Aquestes esteles amb estàtues s'erigiren en honor de ciutadans d'Áptera, pels serveis prestats a la ciutat. Cinc de les bases tenen inscripcions. La destrucció d'aquest heròon es faria per la construcció propera de tombes cristianes al s. VI.

### Monuments més tardans
Hi ha dos edificis construïts a Áptera després del seu abandó, construïts en el perímetre de les muralles de la ciutat antiga.

#### Monestir de Sant Joan el Teòleg
Fundat al 1182 i dedicat a Joan de Patmos (Agios Joannis), aquest monestir és al centre de la ciutat antiga. Propietat del monestir homònim de Patmos, conservava l'estatut de metochion fins a 1964, quan l'abandonaren. Georges Perot va fer servir el terme hisenda per descriure el monestir Richard Pococke indica que quan passà per Áptera va veure un monestir en ruïnes enmig de la ciutat vella, que seria aquest. Pashley visità el monestir al segle següent, i digué que al 1833 els monjos tenien oliveres a l'entorn de l'edifici, que havia estat abandonat en gran part des de l'inici dels combats de la Guerra d'independència de Grècia del 1822. Thomas Spratt en comentava que els monjos compartien tasques amb camperols de la zona i parlà de les dificultats dels religiosos lluitant contra el robatori de blat i bestiar comés pels habitants d'Apocoronas i Sfakia.
Els monjos donaren a Pashley les monedes que havien trobat a terra al voltant del monestir, i amb això pogué relacionar les ruïnes amb la ciutat d'Áptera. Els viatgers també esmenten mosaics en la ubicació de la capella del monestir actual, la qual cosa seria la prova de l'existència d'una basílica cristiana més antiga. El monestir, actualment abandonat pels monjos, és utilitzat pels equips d'arqueòlegs que treballen al jaciment. Una sala acull una exposició sobre la història, l'arquitectura i les excavacions empreses al lloc.

#### Fortalesa turca

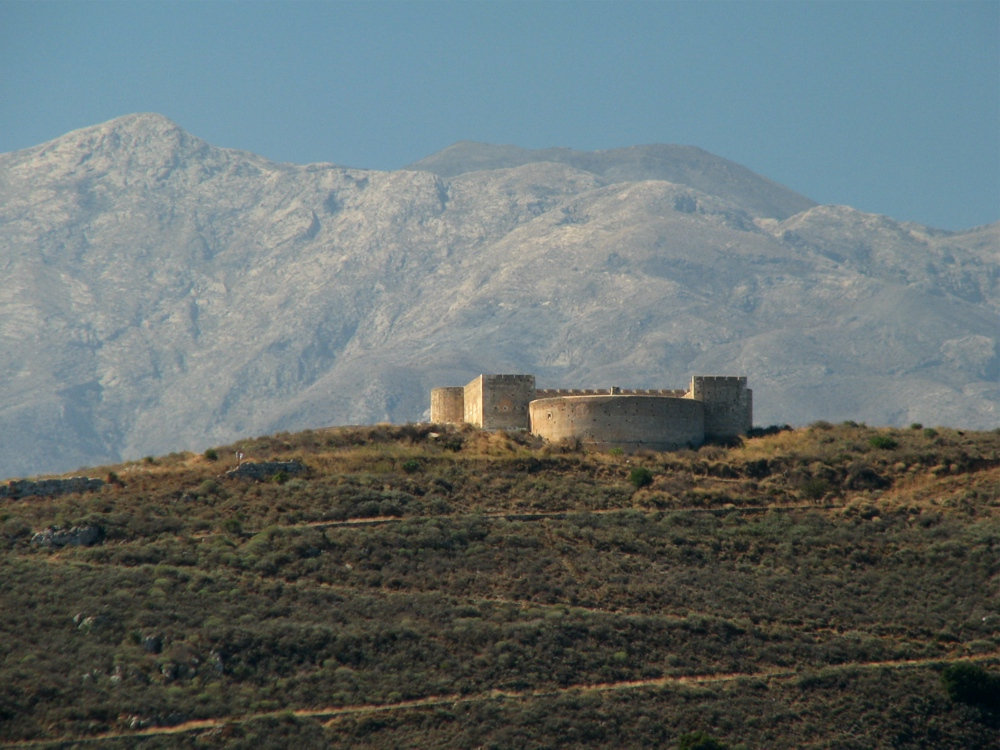
La fortalesa turca de Koules i el vessant nord (enfront del mar) del pujol d'Áptera, amb el massís Lefka Ori al fons

A l'extrem nord-est de l'espai delimitat per les muralles s'alça la fortalesa construïda pels venecians al s. XVI i destruïda pels pirates el 1583. Quan visità Creta al s. XVIII, Richard Pococke descrigué les ruïnes d'una torre semicircular. Les ruïnes d'aquesta fortalesa encara eren visibles quan Spratt visità el lloc en la dècada de 1850, però Spratt pensava que eren d'època romana o medieval. L'edifici fou restaurat pels otomans el 1866-1867, durant la revolta cretenca i té el nom de Koules. La construïren usant en part els materials recollits en les ruïnes de l'antiga ciutat. L'edifici és de forma quasi rectangular, 35 per 25 m, i té dues torres a la façana sud. La façana nord descriu un arc de cercle. La fortalesa domina la badia de Suda i la vall d'Apocóronas cap a Kalives i Vamos, fins a la fortalesa Itzedin construïda pels turcs més a baix uns anys més tard. El 2013, el Ministeri de Cultura de Grècia projectà la reconstrucció del fort Koules d'Áptera.

### Obres modernes
- Hansen, Mogens Herman; Nielsen, Thomas Heine. «Crete». A: An inventory of archaic and classical poleis (en anglès).  Nova York: Oxford University Press, 2004. ISBN 0-19-814099-1.
- Bennet, John «The Structure of the Linear B Administration at Knossos» (en anglès). American Journal of Archaeology, 89, 1985. DOI: 10.2307/504327.
- Blackman, Richard. «APTERA or Aptara (Palaiokastro, near Megala Choraphia) Apokoronas district, Crete». A: The Princeton Encyclopedia of Classical Sites (en anglès).  Princeton University Press, 1975, p. 1019. ISBN 978-0691035420.
- Blackman, David «Archaeology in Greece 1999-2000» (en anglès). Archaeological Reports. The Society for the Promotion of Hellenic Studies, 46, 1999–2000, pàg. 3-151. ISSN: 2041-4102. OCLC: 51206552 [Consulta: 22 febrer 2014].
- Deininger, J. «Aristainos von Megalopolis und Aristainos von Dyme» (en alemany). Historia: Zeitschrift fur Alte Geschichte. Franz Steiner Verlag, 15, 3, 8-1966, pàg. 376-380 [Consulta: 22 febrer 2014].
- Detorakis, Theochares Eustratiou. History of Crete (en anglès), 2010. ISBN 9602207124.
- G. F. H. «A Signed Stater of Aptera» (en anglès). The British Museum Quarterly [Londres], 5, 2, 9-1930, pàg. 53. DOI: 10.2307/4421185. ISSN: 0007-151X. OCLC: 300432851 [Consulta: 22 febrer 2014].
- Hood, M. S. F. «Archaeology in Greece, 1958» (en anglès). Archaeological Reports. The Society for the Promotion of Hellenic Studies, 5, 1958, pàg. 3-24. ISSN: 2041-4102 [Consulta: 22 febrer 2014].
- «Aptera» (en grec i anglès). 25th Ephorate of Prehistory and Classical Antiquities with the contribution of the Municipality of Souda. Ministerio de Cultura de Grecia, pàg. 66 [Consulta: 22 febrer 2014].
- Russell, A. G.. The Greek as a Mercenary Soldier (en anglès). 11.  Cambridge University Press on behalf of The Classical Association, maig de 1942, p. 103–112.
- Niniou-Kinteli, Vanna. «The ancient city of Aptera». [Consulta: 9 març 2014].
- Tomlinson, Richard Allan (en anglès) Archaeology in Greece 1995-96. The Society for the Promotion of Hellenic Studies, 42, 1995-1996, pàg. 1-47. ISSN: 2041-4102 [Consulta: 31 desembre 2013].
- Tournefort, Joseph Pitton de. Relation d'un voyage du Levant, fait par ordre du roy (en francés).  Frères Bruyset, 1727.
- Whitley, James (en anglès) Archaeology in Greece 2002-2003. The Society for the Promotion of Hellenic Studies, 49, 2002-2003, pàg. 1-88. ISSN: 2041-4102 [Consulta: 31 desembre 2013].
- (PDF) (en francès i grec) Bulletin de l'Association CRETE: terre de rencontres [París], 5, 4º trimestre 1999 [Consulta: 31 desembre 2013].

+Ministeri de Cultura i Esports de Grècia (ed.«Reconstruction of the Turkish Fortress "Koule" at Aptera». www.yppo.gr.   Ministerio de Cultura y Deportes de Grecia. Arxivat de l'original el 2014-01-01. [Consulta: 19 gener 2015].

### Obres antigues i relats de viatges
- Pashley, Robert. Travels in Crete (en anglès), 1837.
- Perrot, Georges. «L'île de Crète: souvenirs de voyage».   Hachette, 1867. [Consulta: 31 desembre 2013].
- Pococke, Richard. Voyages en Orient, dans l'Egypte, l'Arabie, la Palestine, la Syrie, la Grèce, la Thrace (en francès), 1772.
- Spratt, Thomas Abel Brimage. «Travels and Researches in Crete».   John Van Voorst. [Consulta: 19 gener 2015].